# Helsingfors stadshus

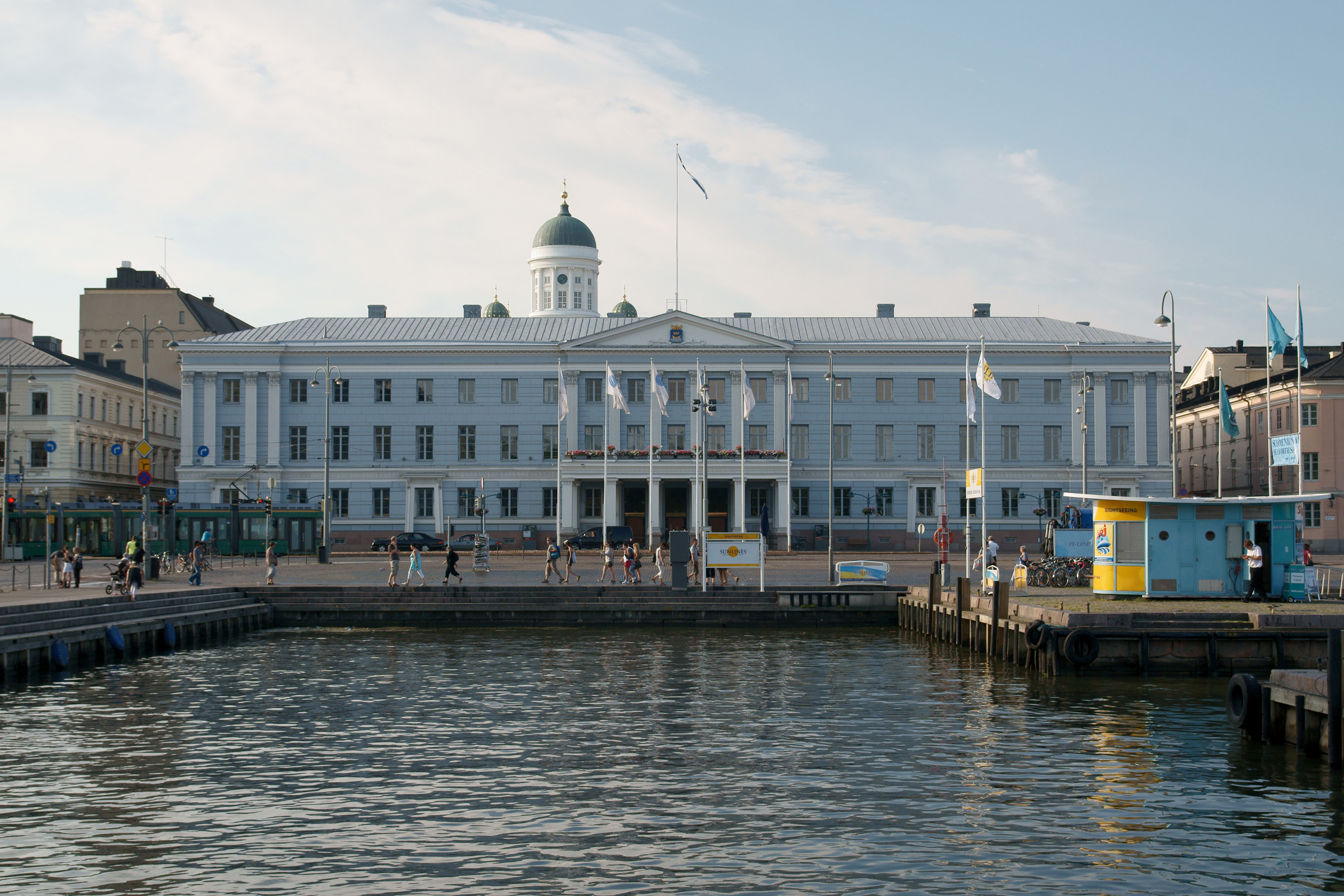
Stadshuset i Helsingfors

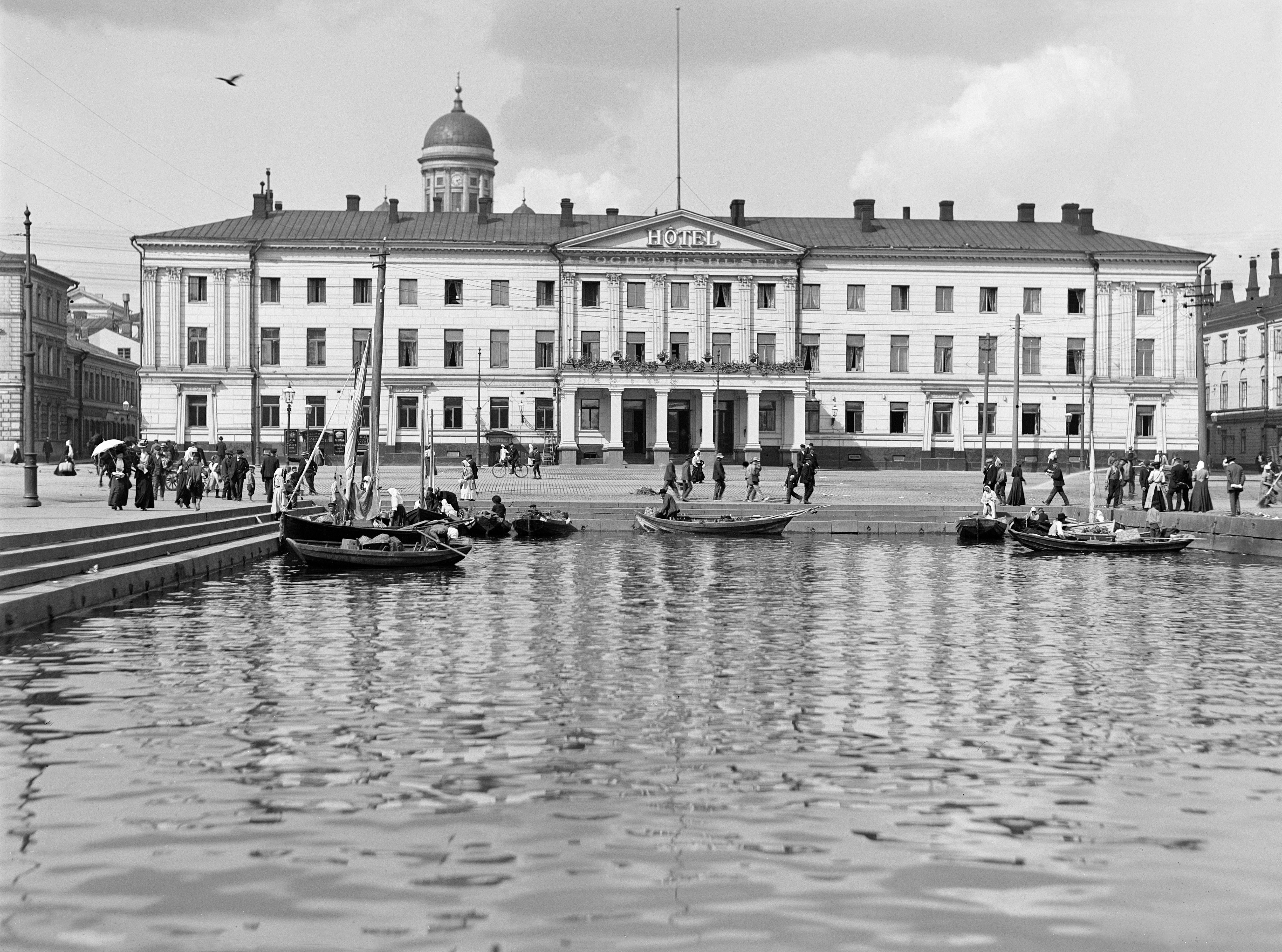
Hôtel Societetshuset 1908

Stadshuset i Helsingfors ligger på Norra Esplanaden vid Salutorget. Byggnaden stod färdig 1833 och är ritad av Carl Ludvig Engel. Ursprungligen fungerade byggnaden som Hôtel Societetshuset.
Hotell Societetshuset var societetslivets centrum i Helsingfors på 1800-talet. År 1894 hade Jean Sibelius Karelia-svit och 1896 Sibelius enda opera Jungfrun i tornet sin premiär. Samma år arrangerade Auguste och Louis Lumière Finlands första filmföreställning på hotellet. 
Hotell Societetshuset fungerade i byggnaden fram till 1913. Helsingfors stad byggde om huset till stadshus. Mellan 1965 och 1970 fick husets interiör sitt nuvarande utseende efter ritningar av arkitekt Aarno Ruusuvuori. Hela tidigare interiören revs, endast festsalen och ytterväggarna bevarades.